# Cirronereis gracilis
Cirronereis gracilis är en ringmaskart som beskrevs av Johan Gustaf Hjalmar Kinberg 1866. Cirronereis gracilis ingår i släktet Cirronereis och familjen Nereididae. Inga underarter finns listade i Catalogue of Life.